# Sofia Báthory
Sofia Báthory (em húngaro:  Zsófia; Șimleu Silvaniei, 1629 – Castelo Palanok, 14 de junho de 1680) era uma sobrinha de Gabriel I Báthory. Casou-se com Jorge Rákóczi II, Príncipe da Transilvânia, em 3 de fevereiro de 1643. Antes do casamento, sua mãe pediu que renunciasse ao catolicismo romano em favor do calvinismo. O casamento uniu as famílias Rákóczi e Báthory.
Francisco I Rákóczi era filho de Sofia e George. Francisco foi o único conspirador líder da conspiração Wesselényi cuja vida foi poupada, devido à intervenção de Sofia e a um pagamento de resgate.:108– Sofia também o converteu ao catolicismo.:106– Sofia retornou ao catolicismo após a morte do marido e apoiou a Contra-Reforma.